# Allocosa pardala
Allocosa pardala là một loài nhện trong họ wolfspinnen (Lycosidae).
Loài này thuộc chi Allocosa. Allocosa pardala được Embrik Strand miêu tả năm 1909.